# Piestrzyca pucharowata

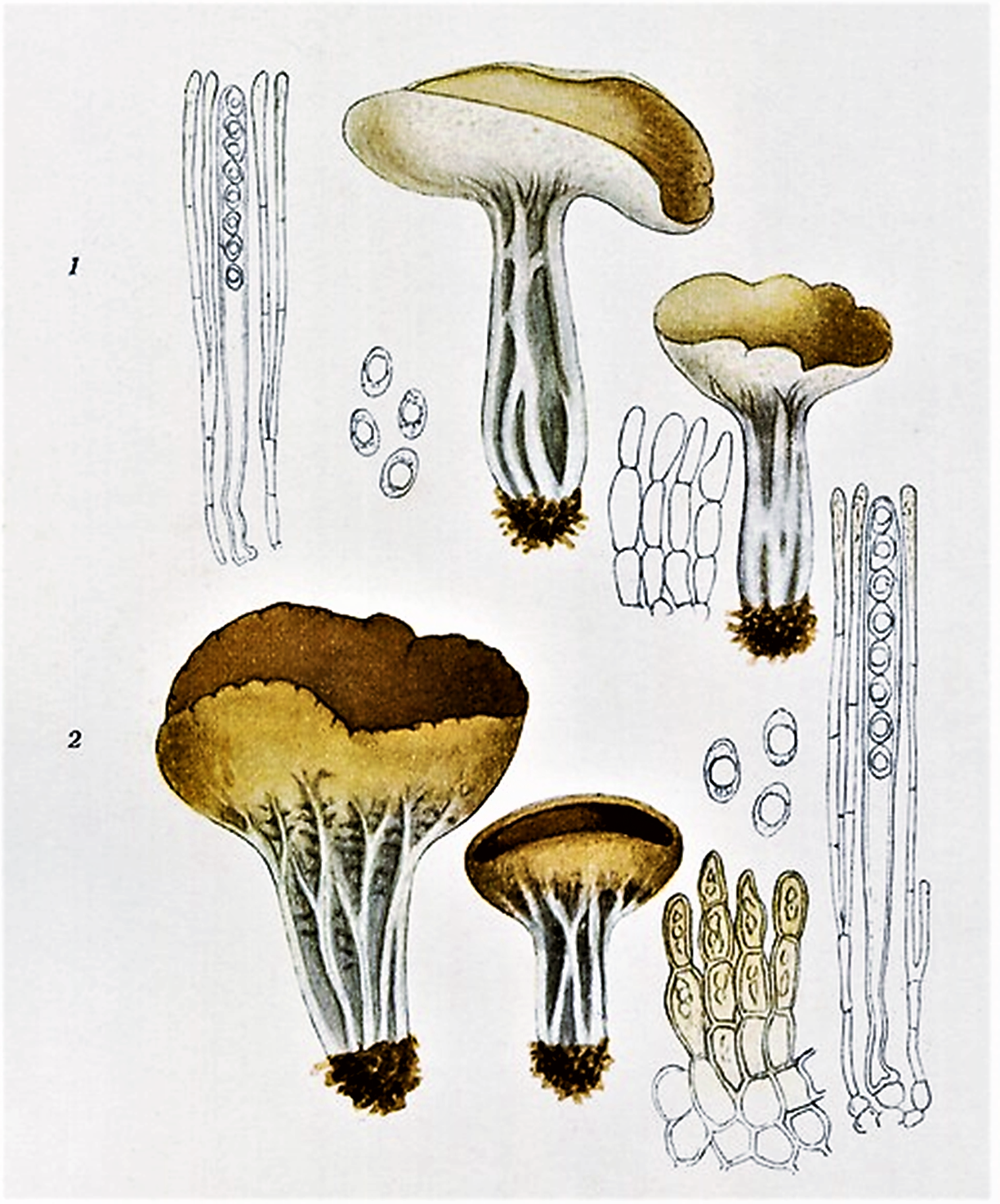

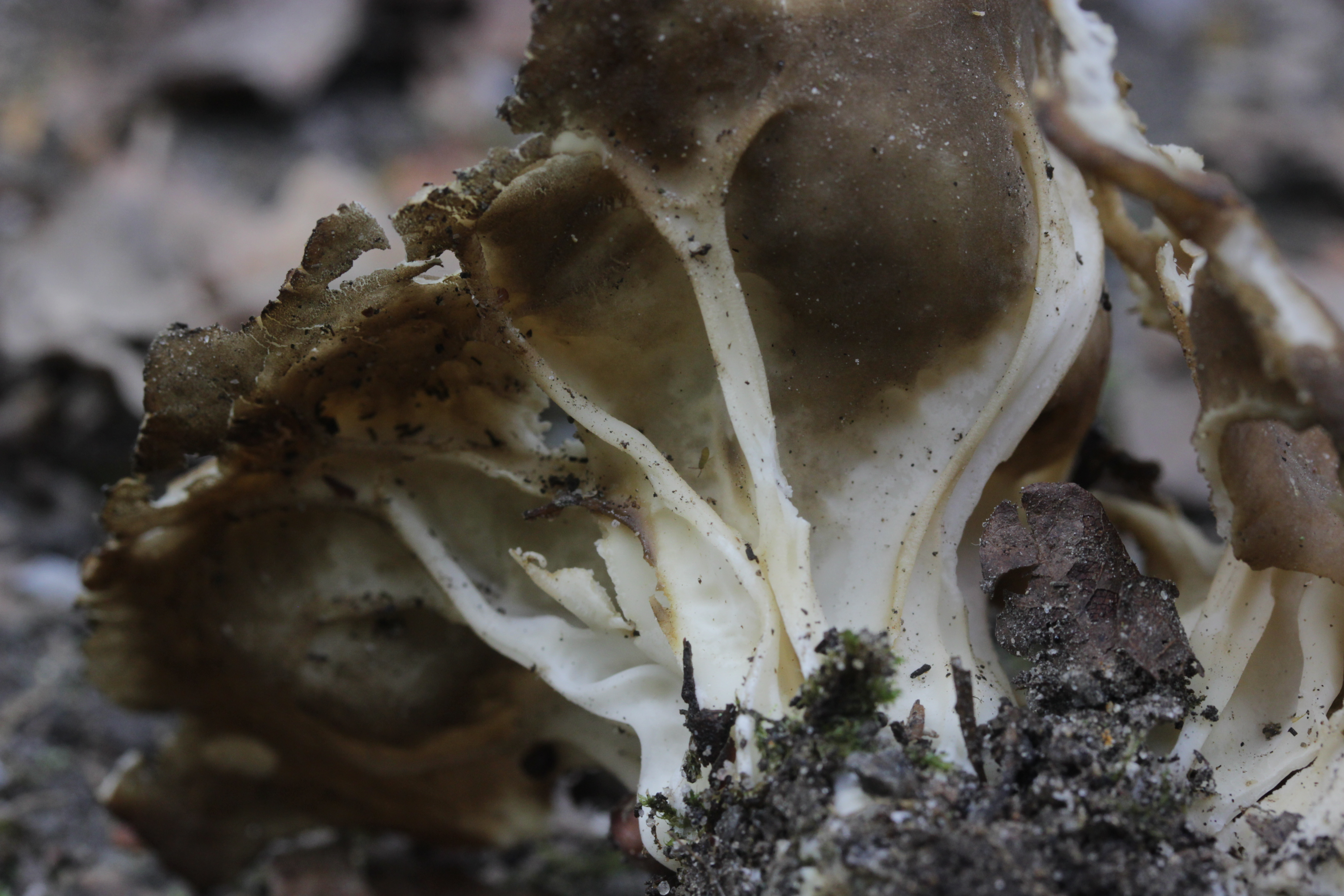

Piestrzyca pucharowata (Helvella acetabulum (L.) Quél.) – gatunek grzyba z rodziny piestrzycowatych (Helvellaceae).

## Systematyka i nazewnictwo
Pozycja w klasyfikacji według Index Fungorum: Helvella, Helvellaceae, Pezizales, Pezizomycetidae, Pezizomycetes, Pezizomycotina, Ascomycota, Fungi.
Po raz pierwszy takson ten opisał w 1753 r. Karol Linneusz, nadając mu nazwę Peziza acetabulum. Obecną nazwę nadał mu Lucien Quélet w 1874 r.
Ma 17 synonimów. Niektóre z nich:
- Acetabula barlae Boud. 1907
- Acetabula vulgaris Fuckel 1870
- Acetabula sulcata var. pinetorum Maire 1917
- Paxina acetabulum (L.) Kuntze 1891[2].

Polską nazwę podaje praca M.A. Chmiel z 2006 r.

## Morfologia
Owocnik
Typu apotecjum, złożony z miseczki i trzonu. Miseczka o średnicy 2–12 cm, z wiekiem coraz bardziej płaska. Górna powierzchnia (hymenialna) żółtobrązowa do brązowej, naga i gładka, dolna brązowa do żółtobrązowej, czasami jaśniejsza w pobliżu trzonu i delikatnie rozmyta w pobliżu krawędzi, z rozwidlonymi białawymi do brązowawych żebrami, które rozciągają się od trzonu, czasami prawie do krawędzi miseczki. Trzon o wysokości 2–9 cm i grubości do 5 cm, szerszy w pobliżu miseczki, głęboko żebrowany z ostrymi (czasami tępymi) rozwidlającymi się żebrami, które rozciągają się także na dolnej powierzchni miseczki. Powierzchnia biaława do brązowawej i drobno owłosiona. Miąższ bez wyraźnego zapachu i smaku.
Cechy mikroskopowe
Worki 8-zarodnikowe. Zarodniki 16–20 × 11–14 µm, elipsoidalne, gładkie z jedną centralną gutulą. Parafizy cylindryczne z maczugowatymi lub tylko zaokrąglonymi wierzchołkami o szerokości 4–6 μm, szkliste do brązowawych.
Gatunki podobne
Kluczowe znaczenie dla identyfikacji mają żebra występujące na dolnej powierzchni owocnika. U piestrzycy pucharowatej rozciągają się one nie tylko na trzonie, ale także na miseczce, czasami prawie do jej krawędzi. Dissingia leucomelaena jest podobna, ale jej żebra nie rozciągają się na dolną powierzchnię kapelusza, ponadto ma słabiej rozwinięty trzon i często znajduje się on pod ziemią. U Helvella queletii żebra również nie rozciągają się na dolną powierzchnię kapelusza. U Helvella costifera żebra również przechodzą na kapelusz, ale piestrzyca pucharowata odróżnia się od niej czterema cechami:
- jej żebra na trzonie są na ogół zaokrąglone i tępe, a nie ostre,
- ma szary kapelusz,
- zarodniki są nieco mniejsze,
- pigment w komórkach jej zewnętrznej powierzchni znajduje się tylko w ścianach komórkowych, a nie wewnątrz komórek[5].

## Występowanie i siedlisko
Piestrzyca pucharowata występuje w Ameryce Północnej, Europie i Azji. W Europie jest szeroko rozprzestrzeniona i podano wiele jej stanowisk od Morza Śródziemnego po Islandię i archipelag Svalbard na Morzu Arktycznym. M.A. Chmiel w 2006 r. przytoczyła liczne stanowiska tego gatunku w Polsce. Bardziej aktualne stanowiska podaje internetowy atlas grzybów. Znajduje się w nim na liście gatunków zagrożonych i wartych objęcia ochroną.
Grzyb naziemny, prawdopodobnie mykoryzowy, rosnący samotnie lub stadnie pod drzewami liściastymi albo iglastymi, często w pobliżu pniaków lub butwiejącego drewna. Owocniki tworzy od wiosny do zimy.
Nie wiadomo, czy jest grzybem jadalnym, czy trującym, jednak odradza się jego spożywania, gdyż niektóre gatunki z rodziny piestrzycowatych są trujące.